# Macabro
Pour les articles homonymes, voir Baiser macabre.
Pour plus de détails, voir Fiche technique et Distribution.
Macabro est un thriller brésilien réalisé par Marcos Prado d'après un scénario écrit par Lucas Paraizo et Rita Glória Curvo et sorti en 2019. L'intrigue du film est basée sur l'histoire réelle des « Frères nécrophiles » (Irmãos Necrófilos (pt)), qui se sont fait connaître dans les années 1990 grâce aux répercussions de leurs crimes brutaux.
Le film met en vedette Renato Góes dans le rôle d'un policier confronté à des conflits éthiques et professionnels lorsqu'il se résigne à retourner dans sa ville natale pour enquêter sur des suspects de crimes brutaux cachés dans la forêt atlantique.
Macabro a été présenté en première au Festival international du film de São Paulo le 17 octobre 2019 et est sorti au Brésil le 28 juillet 2020 par Pandora Filmes (pt).

## Synopsis
Le sergent Teo est à la recherche de suspects de crimes brutaux qui se cachent dans la forêt atlantique. Alors que la population, la presse et la police locale condamnent les frères, Teo se rend compte que l'un d'eux est peut-être innocent des accusations portées contre lui et que la population locale révèle qu'elle a un schéma historique d'abus racistes, le racisme étant une réalité aussi violente que les meurtres en série.

## Fiche technique
- Titre original : Macabro
- Réalisation : Marcos Prado
- Scénario : Lucas Paraizo, Rita Glória Curvo
- Photographie : Azul Serra
- Montage : Lucas Gonzaga, Quito Ribeiro
- Musique : Plínio Profeta
- Costumes : Ana Avelar
- Production : João Queiroz Filho, Justine Otondo, Marcos Prado
- Direction artistique : Ula Schliemann
- Pays de production : Brésil
- Langue originale : portugais
- Format : couleur
- Genre : thriller
- Durée : 105 minutes
- Dates de sortie : 
  - Royaume-Uni : 23 septembre 2019 (Festival de Raindance, première)
  - Brésil : 17 octobre 2019 (Festival international du film de São Paulo)

## Distribution
- Renato Góes (pt) : Teo
- Amanda Grimaldi : Dora
- Guilherme Ferraz : Everson
- Diego Francisco : Inácio
- Eduardo Tomaz : Matias
- Flávio Bauraqui (pt) : Tião
- Juliana Schalch : Moema
- Osvaldo Mil : Augusto
- Paulo Reis : José
- Cláudia Assunção : Lígia
- Laila Garin : Lucia
- Regiana Antonini : Benedita
- João Pydd : Diego
- Nicolas Salim : Cabo Sidney

## Production

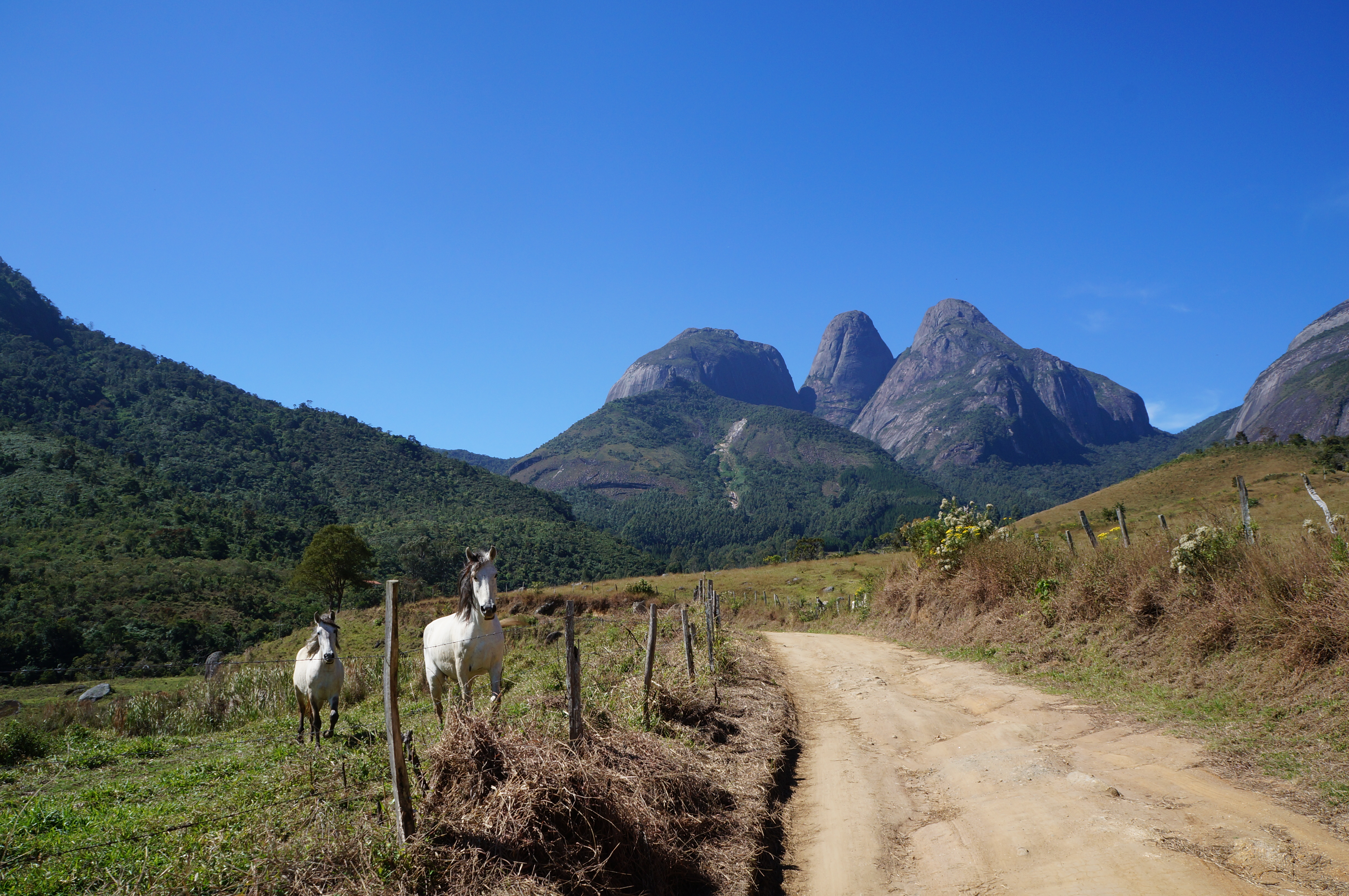
Cue du parc national de Três Picos.

Basé sur un scénario écrit par Lucas Paraizo et Rita Glória Curvo, avec la collaboration de Pablo Padilla, le film s'inspire largement du cas réel de deux frères, Ibrahim et Henrique de Oliveira, qui se sont fait connaître dans les années 1990 au Brésil après leurs crimes brutaux. Ils ont été accusés du meurtre de huit femmes, d'un homme et d'un enfant dans le parc national de Três Picos (pt), dans l'État de Rio de Janeiro.
Lors de la composition du texte du film, le scénariste et réalisateur Marcos Prado a mené d'intenses recherches dans les forums et les archives judiciaires, en plus d'interroger les habitants de la région où les crimes ont eu lieu et l'accusé des crimes lui-même, Henrique de Oliveira.
Les enregistrements ont eu lieu dans des lieux proches des événements réels, dans la Serra Fluminense (pt). Selon l'acteur Renato Góes, le tournage a été divisé en deux scènes, l'une dans un lieu difficile d'accès et l'autre dans un hôtel plus urbain. Au total, ce sont quarante jours d'enregistrement en pleine forêt et en haute montagne. L'équipe a reçu l'aide des résidents locaux pour réaliser la production.

## Lancement
Le film a été projeté pour la première fois au Brésil lors du 42e Festival international du film de São Paulo, en compétition dans la section officielle du long métrage. Sa première internationale a eu lieu le 25 octobre 2019 au Festival international du film d'Austin aux États-Unis.
Il est sorti sur le circuit du cinéma commercial au Brésil le 28 juillet 2020, avec des séances limitées aux cinémas drive-in, en raison des protocoles de sécurité contre le COVID-19. Initialement, les séances étaient limitées à la ville de São Paulo jusqu'en août 2020, pour être ensuite distribuées dans d'autres cinémas.
Le 12 septembre 2020, le film a été présenté en première sur le circuit commercial au Portugal et a également été projeté au Festival international du film d'horreur de Lisbonne (pt) (MOTELX).

## Réception

### Critique
Macabro a reçu des critiques mitigées de la part des critiques de cinéma. ADORCinema a attribué au film 2,5 étoiles sur 5, le classant comme « Régulier ». Selon la critique Barbara Demerov, le film a de grands attributs techniques, comme l'audio et la photographie, mais les personnages ne présentent pas beaucoup de cohérence dans l'histoire et le texte finit par se rapprocher superficiellement de l'histoire réelle (des Frères Nécrophiles).
Le site CinePOP a attribué au film une note de 3 étoiles sur 5. Janda Monténégro a écrit que l'histoire du film aborde de nombreux thèmes sans aborder quoi que ce soit de spécifiquement : « au cours d'un peu plus de deux heures de film, le scénario de Lucas Paraizo et Rita Gloria Curvo cherche à aborder plusieurs thèmes, sans décider lequel poursuivre. Ainsi, ce qui s'annonçait comme un film d'horreur intense finit par laisser la place aux questions sociales, sans pour autant les aborder".

### Récompenses et nominations
| Année | Cérémonie                          | Catégorie                           | Récipiendaires                                                                           | Résultat   |
| ----- | ---------------------------------- | ----------------------------------- | ---------------------------------------------------------------------------------------- | ---------- |
| 2021  | Grande Prêmio do Cinema Brasileiro | Meilleur acteur dans un second rôle | Flávio Bauraqui (pt)                                                                     | Nomination |
| 2021  | Grande Prêmio do Cinema Brasileiro | Meilleure photographie              | Serra Azul                                                                               | Nomination |
| 2021  | Grande Prêmio do Cinema Brasileiro | Meilleurs costumes                  | Ana Avelar                                                                               | Nomination |
| 2021  | Grande Prêmio do Cinema Brasileiro | Meilleur son                        | José Moreau Louzeiro, Tomas Alem, Bernardo Uzeda, Rodrigo de Noronha et Gustavo Loureiro | Nomination |